# Soèish
Soèish (en francès Soueix-Rogalle) és un municipi francès, situat a la regió d'Occitània, departament de l'Arieja.